# Willis (Kansas)
Willis – miasto położone w hrabstwie Brown.